# Llista d'asteroides/191801-191900
| Nom      | Designació provisional | Data de descobriment   | Lloc de descobriment | Descobridor/s       |
| -------- | ---------------------- | ---------------------- | -------------------- | ------------------- |
| 191801 - | 2004 TC219             | 5 d'octubre de 2004    | Kitt Peak            | Spacewatch          |
| 191802 - | 2004 TZ220             | 7 d'octubre de 2004    | Socorro              | LINEAR              |
| 191803 - | 2004 TJ223             | 7 d'octubre de 2004    | Socorro              | LINEAR              |
| 191804 - | 2004 TX223             | 8 d'octubre de 2004    | Kitt Peak            | Spacewatch          |
| 191805 - | 2004 TS229             | 8 d'octubre de 2004    | Kitt Peak            | Spacewatch          |
| 191806 - | 2004 TG247             | 7 d'octubre de 2004    | Socorro              | LINEAR              |
| 191807 - | 2004 TX247             | 7 d'octubre de 2004    | Socorro              | LINEAR              |
| 191808 - | 2004 TX261             | 9 d'octubre de 2004    | Socorro              | LINEAR              |
| 191809 - | 2004 TO263             | 9 d'octubre de 2004    | Kitt Peak            | Spacewatch          |
| 191810 - | 2004 TY276             | 9 d'octubre de 2004    | Kitt Peak            | Spacewatch          |
| 191811 - | 2004 TJ279             | 10 d'octubre de 2004   | Socorro              | LINEAR              |
| 191812 - | 2004 TV280             | 10 d'octubre de 2004   | Kitt Peak            | Spacewatch          |
| 191813 - | 2004 TK286             | 8 d'octubre de 2004    | Kitt Peak            | Spacewatch          |
| 191814 - | 2004 TT292             | 10 d'octubre de 2004   | Socorro              | LINEAR              |
| 191815 - | 2004 TR294             | 10 d'octubre de 2004   | Kitt Peak            | Spacewatch          |
| 191816 - | 2004 TO295             | 10 d'octubre de 2004   | Kitt Peak            | Spacewatch          |
| 191817 - | 2004 TY302             | 9 d'octubre de 2004    | Socorro              | LINEAR              |
| 191818 - | 2004 TU306             | 10 d'octubre de 2004   | Socorro              | LINEAR              |
| 191819 - | 2004 TV321             | 11 d'octubre de 2004   | Kitt Peak            | Spacewatch          |
| 191820 - | 2004 TO326             | 14 d'octubre de 2004   | Palomar              | NEAT                |
| 191821 - | 2004 TT359             | 9 d'octubre de 2004    | Socorro              | LINEAR              |
| 191822 - | 2004 TY361             | 14 d'octubre de 2004   | Anderson Mesa        | LONEOS              |
| 191823 - | 2004 UX1               | 16 d'octubre de 2004   | Socorro              | LINEAR              |
| 191824 - | 2004 UA3               | 18 d'octubre de 2004   | Socorro              | LINEAR              |
| 191825 - | 2004 UV5               | 20 d'octubre de 2004   | Socorro              | LINEAR              |
| 191826 - | 2004 UZ7               | 21 d'octubre de 2004   | Socorro              | LINEAR              |
| 191827 - | 2004 UW9               | 18 d'octubre de 2004   | Socorro              | LINEAR              |
| 191828 - | 2004 VF                | 2 de novembre de 2004  | Palomar              | NEAT                |
| 191829 - | 2004 VR                | 2 de novembre de 2004  | Anderson Mesa        | LONEOS              |
| 191830 - | 2004 VC2               | 2 de novembre de 2004  | Anderson Mesa        | LONEOS              |
| 191831 - | 2004 VO3               | 3 de novembre de 2004  | Kitt Peak            | Spacewatch          |
| 191832 - | 2004 VS7               | 3 de novembre de 2004  | Kitt Peak            | Spacewatch          |
| 191833 - | 2004 VY7               | 3 de novembre de 2004  | Kitt Peak            | Spacewatch          |
| 191834 - | 2004 VT9               | 3 de novembre de 2004  | Anderson Mesa        | LONEOS              |
| 191835 - | 2004 VU10              | 3 de novembre de 2004  | Catalina             | CSS                 |
| 191836 - | 2004 VG13              | 3 de novembre de 2004  | Palomar              | NEAT                |
| 191837 - | 2004 VU13              | 3 de novembre de 2004  | Catalina             | CSS                 |
| 191838 - | 2004 VR14              | 4 de novembre de 2004  | Catalina             | CSS                 |
| 191839 - | 2004 VJ16              | 4 de novembre de 2004  | Needville            | Needville           |
| 191840 - | 2004 VG17              | 3 de novembre de 2004  | Kitt Peak            | Spacewatch          |
| 191841 - | 2004 VO20              | 4 de novembre de 2004  | Catalina             | CSS                 |
| 191842 - | 2004 VL24              | 5 de novembre de 2004  | Needville            | Needville           |
| 191843 - | 2004 VD26              | 4 de novembre de 2004  | Catalina             | CSS                 |
| 191844 - | 2004 VY26              | 4 de novembre de 2004  | Catalina             | CSS                 |
| 191845 - | 2004 VG34              | 3 de novembre de 2004  | Kitt Peak            | Spacewatch          |
| 191846 - | 2004 VO37              | 4 de novembre de 2004  | Kitt Peak            | Spacewatch          |
| 191847 - | 2004 VB39              | 4 de novembre de 2004  | Kitt Peak            | Spacewatch          |
| 191848 - | 2004 VP47              | 4 de novembre de 2004  | Kitt Peak            | Spacewatch          |
| 191849 - | 2004 VZ48              | 4 de novembre de 2004  | Kitt Peak            | Spacewatch          |
| 191850 - | 2004 VV54              | 7 de novembre de 2004  | Bergisch Gladbach    | W. Bickel           |
| 191851 - | 2004 VE57              | 5 de novembre de 2004  | Socorro              | LINEAR              |
| 191852 - | 2004 VZ58              | 9 de novembre de 2004  | Catalina             | CSS                 |
| 191853 - | 2004 VH59              | 9 de novembre de 2004  | Catalina             | CSS                 |
| 191854 - | 2004 VV61              | 6 de novembre de 2004  | Socorro              | LINEAR              |
| 191855 - | 2004 VX61              | 6 de novembre de 2004  | Socorro              | LINEAR              |
| 191856 - | 2004 VW69              | 11 de novembre de 2004 | Piszkéstető          | Piszkéstető         |
| 191857 - | 2004 VA70              | 12 de novembre de 2004 | Piszkéstető          | Piszkéstető         |
| 191858 - | 2004 WV4               | 18 de novembre de 2004 | Campo Imperatore     | CINEOS              |
| 191859 - | 2004 WJ7               | 19 de novembre de 2004 | Socorro              | LINEAR              |
| 191860 - | 2004 WX8               | 18 de novembre de 2004 | Socorro              | LINEAR              |
| 191861 - | 2004 XK8               | 2 de desembre de 2004  | Palomar              | NEAT                |
| 191862 - | 2004 XQ10              | 3 de desembre de 2004  | Kitt Peak            | Spacewatch          |
| 191863 - | 2004 XG19              | 8 de desembre de 2004  | Socorro              | LINEAR              |
| 191864 - | 2004 XV22              | 8 de desembre de 2004  | Socorro              | LINEAR              |
| 191865 - | 2004 XO28              | 10 de desembre de 2004 | Socorro              | LINEAR              |
| 191866 - | 2004 XW31              | 10 de desembre de 2004 | Kitt Peak            | Spacewatch          |
| 191867 - | 2004 XJ34              | 11 de desembre de 2004 | Socorro              | LINEAR              |
| 191868 - | 2004 XD72              | 14 de desembre de 2004 | Anderson Mesa        | LONEOS              |
| 191869 - | 2004 XH72              | 14 de desembre de 2004 | Catalina             | CSS                 |
| 191870 - | 2004 XT76              | 10 de desembre de 2004 | Socorro              | LINEAR              |
| 191871 - | 2004 XP81              | 10 de desembre de 2004 | Socorro              | LINEAR              |
| 191872 - | 2004 XW82              | 11 de desembre de 2004 | Kitt Peak            | Spacewatch          |
| 191873 - | 2004 XR83              | 11 de desembre de 2004 | Kitt Peak            | Spacewatch          |
| 191874 - | 2004 XR89              | 11 de desembre de 2004 | Kitt Peak            | Spacewatch          |
| 191875 - | 2004 XY92              | 11 de desembre de 2004 | Socorro              | LINEAR              |
| 191876 - | 2004 XC97              | 11 de desembre de 2004 | Kitt Peak            | Spacewatch          |
| 191877 - | 2004 XQ101             | 14 de desembre de 2004 | Catalina             | CSS                 |
| 191878 - | 2004 XA103             | 14 de desembre de 2004 | Anderson Mesa        | LONEOS              |
| 191879 - | 2004 XQ107             | 11 de desembre de 2004 | Socorro              | LINEAR              |
| 191880 - | 2004 XJ108             | 11 de desembre de 2004 | Socorro              | LINEAR              |
| 191881 - | 2004 XM108             | 2 de desembre de 2004  | Catalina             | CSS                 |
| 191882 - | 2004 XS108             | 11 de desembre de 2004 | Socorro              | LINEAR              |
| 191883 - | 2004 XC144             | 12 de desembre de 2004 | Socorro              | LINEAR              |
| 191884 - | 2004 XC145             | 13 de desembre de 2004 | Socorro              | LINEAR              |
| 191885 - | 2004 XJ157             | 14 de desembre de 2004 | Socorro              | LINEAR              |
| 191886 - | 2004 XR161             | 15 de desembre de 2004 | Socorro              | LINEAR              |
| 191887 - | 2004 XU173             | 10 de desembre de 2004 | Socorro              | LINEAR              |
| 191888 - | 2004 XP182             | 2 de desembre de 2004  | Anderson Mesa        | LONEOS              |
| 191889 - | 2004 YK19              | 18 de desembre de 2004 | Mount Lemmon         | Mount Lemmon Survey |
| 191890 - | 2004 YA21              | 18 de desembre de 2004 | Mount Lemmon         | Mount Lemmon Survey |
| 191891 - | 2004 YA29              | 16 de desembre de 2004 | Kitt Peak            | Spacewatch          |
| 191892 - | 2005 AZ11              | 6 de gener de 2005     | Socorro              | LINEAR              |
| 191893 - | 2005 AS17              | 6 de gener de 2005     | Socorro              | LINEAR              |
| 191894 - | 2005 AN20              | 6 de gener de 2005     | Socorro              | LINEAR              |
| 191895 - | 2005 AL31              | 11 de gener de 2005    | Socorro              | LINEAR              |
| 191896 - | 2005 AH51              | 13 de gener de 2005    | Catalina             | CSS                 |
| 191897 - | 2005 AW55              | 15 de gener de 2005    | Socorro              | LINEAR              |
| 191898 - | 2005 AJ79              | 15 de gener de 2005    | Kitt Peak            | Spacewatch          |
| 191899 - | 2005 BP1               | 17 de gener de 2005    | Kleť                 | Kleť                |
| 191900 - | 2005 BX6               | 16 de gener de 2005    | Socorro              | LINEAR              |